# Érythropoïétine
Pour les articles homonymes, voir EPO.
L'érythropoïétine (EPO) est une hormone de nature glycoprotéique (protéine portant un glucide). Cette hormone est une cytokine pour les précurseurs des érythrocytes dans la moelle osseuse (c'est un facteur de croissance). Elle entraîne ainsi une augmentation du nombre de globules rouges dans le sang. Il y a donc un risque d'hypertension artérielle et d'une augmentation de la viscosité sanguine (un plus grand travail du cœur est alors nécessaire).
De l'érythropoïétine synthétique est disponible en tant qu'agent thérapeutique coûteux obtenu par la technologie de l'ADN recombinant.
Il s'agit d'un produit utilisé pour du dopage.

## Historique

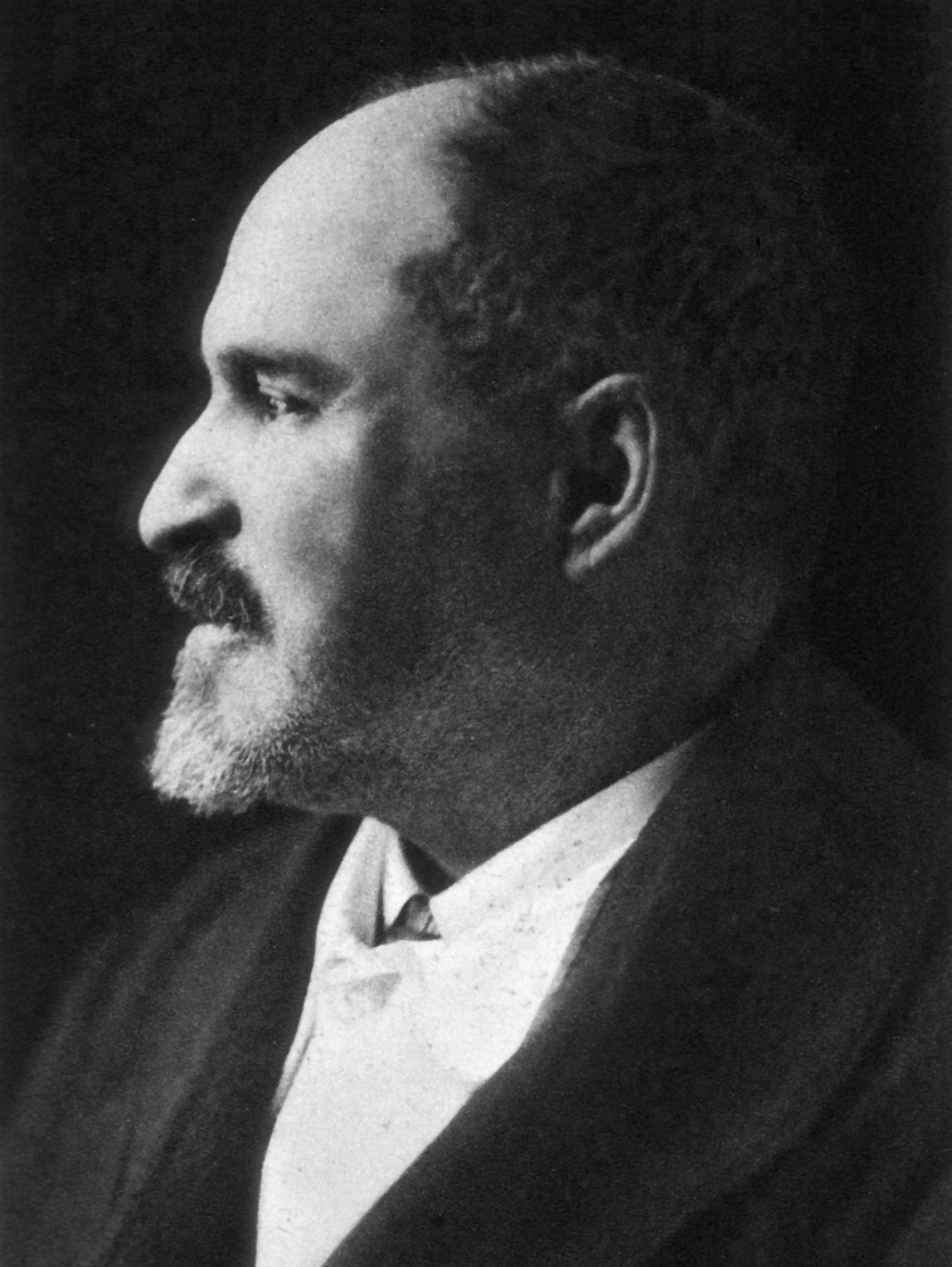
Photo de Paul Carnot de profil

C'est en 1905 et par présentation le 27 août 1906 que Clotilde-Camille Deflandre sous la direction de Paul Carnot, son directeur de thèse, découvre que l'injection de sérum de lapins anémiques chez des lapins normaux augmentait de façon importante la production de globules rouges chez ces derniers. Le terme « hémopoïétine » est alors employé avant que celui d'érythropoïétine ne prévale. Sa synthèse rénale a été découverte en 1957. Le gène de la molécule a été identifié et cloné en 1985, permettant sa fabrication industrielle. Son utilisation médicale a été approuvée aux États-Unis en 1989.

## Médecine
En médecine, elle est utilisée dans les cas suivants : insuffisance rénale chronique, maladies hématologiques, cancers, tumeurs solides, lymphomes malins ou myélome multiple, programmes de transfusion autologue, chirurgie orthopédique majeure programmée, perte de sang.

## Production
L'érythropoïétine est sécrétée par le cortex rénal (près de 90 % de la production). On a pu démontrer que le foie (surtout celui du fœtus), le cerveau et l'utérus en produisaient également. La production d'érythropoïétine est stimulée par la baisse du dioxygène dans les artères rénales.

## Action
La baisse de la pression partielle en oxygène (vie en altitude), la diminution du nombre d’érythrocytes (globules rouges) causée par une hémorragie ou par une destruction excessive, l’augmentation des besoins en oxygène des tissus entraînent une sécrétion accrue d’érythropoïétine. Au contraire, l’excès d’oxygène dans les tissus d’un organisme diminue sa sécrétion. Son action s’effectue sur les cellules érythroblastiques de la moelle osseuse (c’est-à-dire les cellules précurseurs des globules rouges) par l’intermédiaire de récepteurs spécifiques.
L'érythropoïétine va stimuler la prolifération des cellules souches précurseurs des hématies (ou globules rouges), au niveau de la moelle osseuse, augmentant ainsi la production de ces dernières en une à deux semaines.
Son gène est exprimé dans d'autres organes que les lieux de synthèse de l'hormone. C'est le cas dans les cellules du système nerveux central où elle semble jouer un rôle protecteur.

## Déficience en érythropoïétine
Comme les reins sont la source principale d’érythropoïétine, une insuffisance rénale chronique entraîne en général une déficience, et par conséquent une anémie hypoplasique. L'érythropoïétine synthétique était au départ conçue dans ce but.

## EPO de synthèse
Il existe de nombreuses molécules d’EPO de synthèse, qui ne diffèrent que de peu : de la longueur des chaînes glycosylées ou/et de quelques acides aminés. Ce type de molécule est appelé RHuEPO en français comme en anglais, qui signifie Recombinant Human Erythropoïetin.
La technique de fabrication consiste en l'introduction du gène de l'EPO humaine dans une lignée cellulaire animale, qui produit ensuite la protéine, appelée dans ce cas époétine, qui peut être isolée (reférence souhaitée). Son principal inconvénient est la fréquence des injections nécessaires pour être efficace (plusieurs fois par semaine).

### La NESP
La NESP (de l'anglais : novel erythropoiesis stimulating protein) est considérée comme la RhuEPO la plus connue, et est connue aussi sous le nom de darbépoétine alpha (nom commercial Aranesp). Elle diffère de l'époétine par la substitution de cinq acides aminés permettant l'assemblage de cinq chaînes glycosylées au lieu de trois.
- EPO naturelle[réf. souhaitée] :
  - trois chaînes glycosylées ;
  - 165 acides aminés ;
  - 30,4 kDa (kilodalton) ;
  - 40 % glycosylée ;
  - 14 acides sialiques.
- NESP[réf. souhaitée] :
  - cinq chaînes glycosylées ;
  - 165 acides aminés mais cinq mutés ;
  - 37,1 kDa ;
  - 51 % glycosylée ;
  - 21 acides sialiques.

Plus la molécule est glycosylée, moins il y a d’affinité entre l’EPO et l’EPOR (son récepteur). Donc le NESP a une vitesse de liaison avec l’EPOR inférieure à celle de l’EPO.
Nombre d'évènements d’association entre deux molécules par unité de temps :
kon = 5,0 × 108 M−1 min−1 pour le NESP ;
kon = 1,1 × 108 M−1 min−1 pour l’EPO.
Avec kon = constante de taux d'association en M−1 min−1
où min signifie minute et M est une concentration en mol l−1
L’EPO est à peu près cinq fois plus rapide que le NESP pour s’associer avec l’EPOR. Comme l’EPO a une vitesse d’association plus rapide, il y a plus d’EPO internalisée par unité de temps, et donc le taux de dégradation de l’EPO par unité de temps est supérieur à celui du NESP.
Sa demi-vie est inversement proportionnelle à la vitesse d’association, laquelle dépend des chaînes glycosylées et des acides sialiques.
La demi-vie est proportionnelle au nombre d'acides sialiques et au pourcentage de glycosylation de la molécule.
La vitesse d’internalisation est la même pour les deux ligands. Le ligand après internalisation est re-sécrété intact à 60 % et est dégradé à 40 % dans les deux cas.
En pratique, l'utilisation de la NESP ne nécessite qu'une injection hebdomadaire (voire moins) contre plusieurs pour l'époétine.
Plusieurs sportifs utilisent l'EPO :
- 2011 : un coureur de fond éthiopien, Ezkyas Sisay, a été suspendu deux ans à la suite d'un contrôle positif à l'EPO lors du marathon de New York ;
- 2012 :
  - Hassan Hirt, éliminé en séries du 5 000 m des jeux de Londres, a été contrôlé positif à l'EPO. Après Nour-Eddine Gezzar, c'est le second athlète du demi-fond français à être positif au dépistage[3],
  - Fatima Yvelain contrôlée positive à l'EPO lors d'une épreuve régionale d'athlétisme[4],
  - Alex Schwazer, contrôlé positif à l’EPO avant les JO de Londres. Des mails « indiquant que dès avril 2012, des officiels de la fédération internationale d'athlétisme, l'IAAF, étaient informés de résultats antidopage anormaux concernant le marcheur Alex Schwazer, qui avait gagné l'or en 2008 aux JO de Pékin (50 km) ». « Mais l'IAAF n'a fait aucun effort pour l'empêcher de participer aux jeux Olympiques de Londres l'été dernier ». Schwazer a finalement été contrôlé positif à l'EPO lors d'un contrôle diligenté le 30 juillet par l'Agence mondiale antidopage (AMA).

### Le CERA

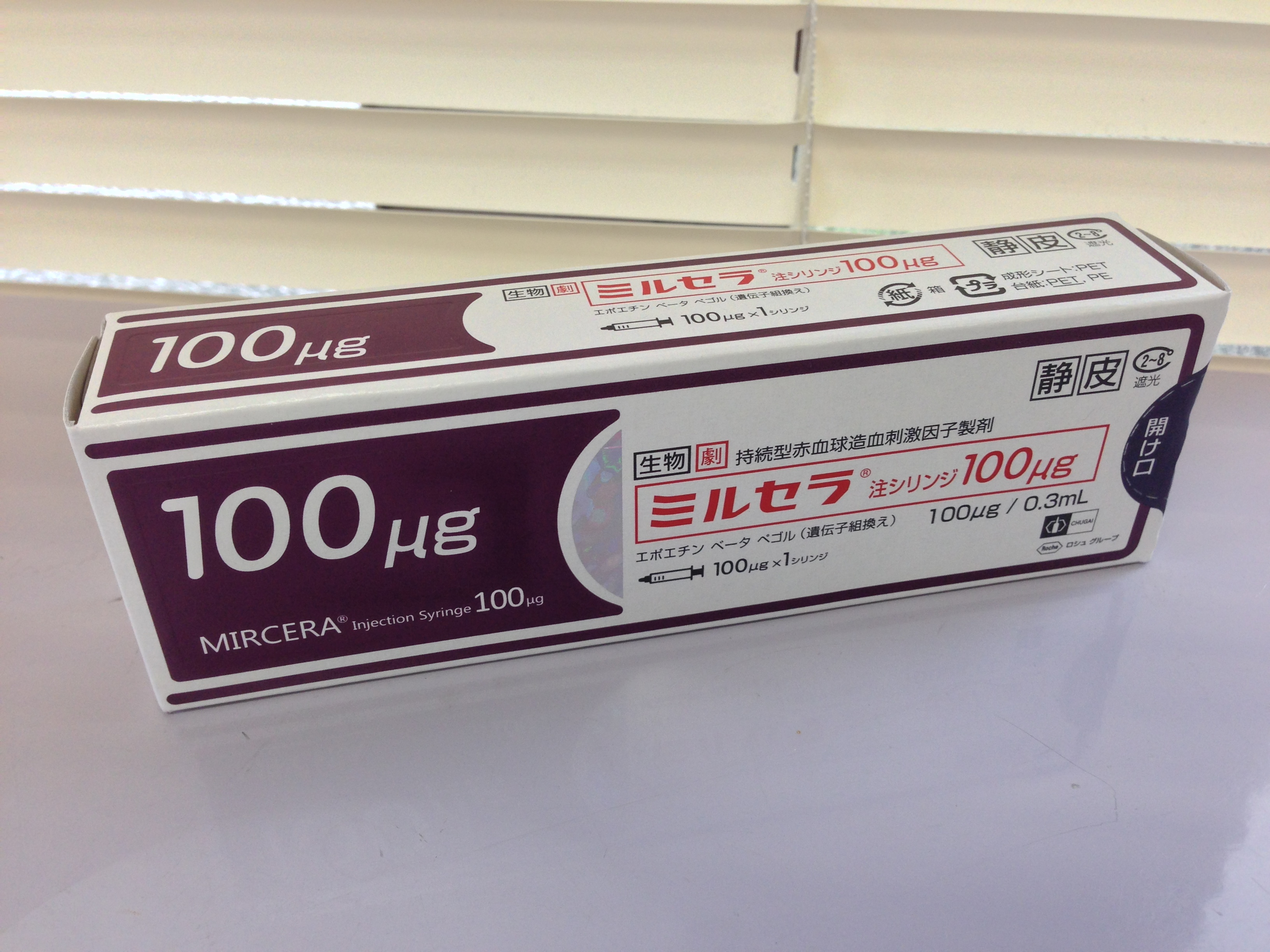
Mircera

Le CERA (de l'anglais : Continuous erythropoietin receptor activator) est une érythropoïétine conjuguée à une chaîne de polyéthylène glycol (pégylation), doublant quasiment son poids. Sa demi-vie est très allongée, permettant une injection mensuelle. Il a été développé par le laboratoire pharmaceutique suisse La Roche originellement pour traiter les anémies (Mircera).
Le laboratoire de Châtenay-Malabry, membre de l'AMA, a découvert l'utilisation de CERA par des cyclistes à huit reprises :
1. Emanuele Sella (Tour d'Italie 2008) ;
2. Riccardo Riccò (Tour de France 2008) ;
3. Leonardo Piepoli (Tour de France 2008) ;
4. Bernhard Kohl (Tour de France 2008) ;
5. Davide Rebellin (Jeux olympiques de 2008) ;
6. Stefan Schumacher (Tour de France 2008 et Jeux olympiques de 2008) ;
7. Danilo Di Luca (Tour d'Italie 2009) ;
8. Vania Rossi (Championnats d'Italie de cyclo-cross 2009).

### Autres EPO de synthèse
Il existe de nombreux autres types en cours de développement.
Une classe particulière sont les peptides mimant l'érythropoïétine qui agissent sur le récepteur de l'érythropoïétine et dont la séquence d'acides aminés n'a rien à voir avec cette dernière. La première molécule de ce type, appelé hématide, est un oligopeptide modifié, produit par une bactérie. Son utilisation est en cours de test. Une autre est le péginésatide.

## L'érythropoïétine en tant qu'agent thérapeutique
Elle est utilisée en cas d'anémie chronique due à une insuffisance de sécrétion d'érythropoïetine, essentiellement lors d'une insuffisance rénale chronique mais aussi dans d'autres cas (lors de certains cancers par exemple, même si une étude tend à démontrer un risque de mortalité accru dans le cas de cancers de la sphère ORL traités par radiothérapie, et plusieurs autres études un rôle néfaste lorsque l'EPO est associée avec une chimiothérapie). Elle est utilisée lors de certaines chimiothérapies aplasiantes (c'est-à-dire qui détruisent les cellules souches de la moelle osseuse) car cette hormone a un effet protecteur vis-à-vis des cellules souches érythrocytaires.
L’EPO est devenue un traitement incontournable de la prise en charge des grands prématurés. Toutefois, du fait de son mécanisme d’action, l'EPO n'a pas une action immédiate sur l'anémie et ne peut se substituer à la transfusion sanguine quand un trop faible taux d’hémoglobine compromet le transport de l’oxygène dans le corps de l’enfant, pouvant entraîner des séquelles neurologiques graves. Elle est surtout efficace pour éviter l'anémie secondaire s'installant progressivement chez le prématuré, du fait de son immaturité.
L'anémie du prématuré est une anémie avec un taux de réticulocytes bas (globules rouges fraîchement sorties de la moelle), qui s'accompagne d'une réponse inappropriée de la sécrétion d'érythropoïétine, ce qui aboutit à la nécessité de transfusions multiples de ces enfants. Pour réduire le nombre de transfusions, l'EPO est utilisée chez les prématurés, associée à une supplémentation en fer. De nombreuses études cliniques ont démontré l'efficacité de l'EPO dans le traitement de l'anémie du grand prématuré. Toutefois, si ce traitement permet de réduire le nombre de transfusions sanguines quand il fait sentir son action, c'est-à-dire deux semaines après sa première administration, il ne permet pas de les supprimer totalement. En effet, chez les enfants de très faible âge gestationnel ou de faible poids de naissance, les besoins en transfusion restent encore importants.
Du fait de son mécanisme d'action, il ne s'agit en aucun cas d'un traitement de l'anémie aiguë qui, elle, requiert des transfusions sanguines.
L'administration d'érythropoïétine peut entraîner quelques effets indésirables : hypertension artérielle, formation de caillots (phlébite ou embolie pulmonaire)… Elle pourrait également influencer défavorablement l'évolution de certains cancers,.
Il a été noté quelques rares cas de résistance au produit dus à la production d'anticorps antiérythropoëtine chez des patients traités au long cours. La conséquence est grave puisqu'elle se traduit par une anémie réfractaire, le patient étant résistant à sa propre érythropoïetine, nécessitant alors des transfusions itératives. La prescription d'un peptide de synthèse (hématide) se fixant sur les récepteurs d'érythropoïetine pourrait être alors une solution.

### En chirurgie
Son utilisation en cas d'anémie facilite les soins périopératoires, notamment en orthopédie en cas de prothèse de hanche et de prothèse du genou, etc. pour laquelle la crainte de poussée hypertensive et de phlébite, sans se prononcer sur d'autres complications (poussée néoplasique), s'avère à l'usage sans doute excessive.
L'apport de l'EPO au moins dans ce contexte de la prothèse articulaire semble majeur avec au moins deux avantages : la vigueur globale des opérés et la diminution du risque septique lié à l'immunodépression post-transfusionnelle homologue. Elle permet aussi un moindre recours à la transfusion sanguine dans un contexte de pénurie de dons du sang.

## En tant qu'agent dopant
L'érythropoïétine est connue pour être utilisée comme agent dopant par certains sportifs afin d'augmenter leur endurance et leurs performances. L'amélioration de la vitesse et/ou de l'endurance des sportifs utilisant de l'EPO est parfois évaluée à environ 10 %. Ce type de pratique dopante peut avoir des conséquences graves, parfois même mortelles. En effet, l’injection d’érythropoïétine synthétique augmente chez un individu la quantité de globules rouges et peut faire passer l'hématocrite de 45 % (chiffre normal) jusqu'à 65 % (chiffre trop élevé) (voir l'article polyglobulie). Au cours d’un effort physique prolongé, le sportif imprudent qui a eu recours à un tel procédé voit son sang se transformer en une pâte visqueuse et épaisse (hyperviscosité sanguine), susceptible d’entraîner la formation de caillot et de thromboses. Dans ces conditions, les accidents vasculaires cérébraux ne sont pas rares, et une défaillance cardiaque peut même survenir. Il est également possible que son usage entraîne, plus largement, différents problèmes cardiaques, ce qui permettrait d'expliquer le nombre de plus en plus élevé de morts par arrêt cardiaque de sportif de haut niveau ces dernières années[citation nécessaire].

### Différentes générations d'EPO
La seconde génération, de type NESP, a été supplantée en 2008 par une EPO de troisième génération, le CERA (continuous erythropoietin receptor activator), une EPO retard recombinante (PEG-EPO). Cette troisième génération, qui a l'avantage d'être efficace sur une période de trois semaines au lieu d'une, est également détectable depuis 2008. Sa détection lors du Tour de France 2008 a permis de confondre les coureurs cyclistes Riccardo Riccò, Leonardo Piepoli et Stefan Schumacher ainsi que Bernhard Kohl et Manuel Beltrán. Rachid Ramzi, athlète de 1 500 m vainqueur des jeux olympiques de Pékin en 2008 sur cette même distance, s'est fait enlever son titre à la suite d'un contrôle positif à l'EPO CERA.

### Les deux tests aujourd'hui possibles

#### Le test urinaire
Cette technique consiste à identifier l’EPO de synthèse, laquelle est fabriquée dans des cultures de cellules ovaires du hamster chinois, et cette EPO se différencie dans de très petits détails de sa structure protidique.
Ces différences sont mises en évidence grâce à un test IEF (= Isoélectrofocalisation).
Le problème de ce dernier est qu’il est très coûteux, un test vaut au moins 150 €, et nécessite 3 jours de travaux pour une fiabilité maximale permettant de préciser le pourcentage d’EPO de synthèse et le pourcentage d’EPO naturelle. Mais ces tests ne peuvent être effectués à grande échelle.
L'époétine delta, la quatrième des époétines synthétiques, est produite par une lignée de cellules humaines.

#### Le test sanguin
En 1997, l’Union cycliste internationale a introduit des contrôles sanguins réguliers, beaucoup moins coûteux que les tests urinaires et appliqués à grande échelle : il est interdit aux coureurs cyclistes d'avoir un hématocrite supérieur à 50 %. Mais cette limite est contournée par certains cyclistes, qui contrôlent leur hématocrite par dosages précis ou par des injections diluant le sang.
De plus, les scientifiques ne peuvent prouver la prise d’EPO par un hématocrite supérieur à 50 %, car des hématocrites entre 40 % et 54 % peuvent se rencontrer chez des personnes non traitées à l’EPO.
L'hématocrite est déterminé par cytométrie.